# Рио Негро (река у Аргентини)
Рио Негро (шпански изговор: ˈri.o ˈneɣɾo, „Црна река“) је најважнија река аргентинске провинције Рио Негро и Патагоније у односу на њен проток. Име јој потиче из дословног превода израза Мапучеа Curu Leuvu, иако је вода више зелена него црна. Некада је била позната и као „река врба“ због великог броја жалосних врба које расту дуж обале. Дугачка је 635 км. 
Настаје спајањем река Лимај и Неукуен на граници са Неукен провинцијом, и тече југоисточно до Атлантског океана, улива се на 41° 01′ 20″ Ј; 62° 47′ 25″ З / 41.0223° Ј; 62.7903° З, у близини одмаралишта Ел Кондор, неких 30 км низводно од Виједме, главног града провинције Рио Негро. 
Река омогућава провинцији Рио Негро да производи 65% аргентинских крушака и јабука. Поред наводњавања, река је такође извор хидроенергије са малим бранама на свом току. 
Река је служила као природно разграничење између „цивилизације“ и староседелачких територија током освајања пустиње крајем 19. века. 

## Долине
Река је подељена на три дела: Алто Вале (Висока долина) близу почетка реке, Вале Медио (Средња долина) близу Чоеле Чоела и Вале Инфериор (Доња долина) близу њеног краја. 
Река прелази преко степских равница провинције кроз шуму око 3 км у долини Алто Вале и широка чак 20 км према Вале Инфериор. У сувој равници могу се наћи шкољке и шљунак. 

### Алто Вале
Главни градови у Алто Вале су: Генерал Рока, Ћиполети, Цинко Салтос, и многи други на Националном путу бр. 22. Заједно са Сан Карлос де Барилоче, ово је најнапреднији део провинције. Већина плантажа крушака и јабука је у Алто Вале, али и у Вале Медио. 

### Вале Медио
Поред Чоеле Чоела налази се острво Чоеле Чоел, на коме су Ламарк, Луис Белтран и Помона, сви на националном путу бр. 250. 
Поред узгоја јабука и крушака, парадајз је такође важна култура, будући да је Ламарку национална престоница парадајза. Изван долине, у сушнијим подручјима око града, као што су Чимпеј и Дарвин, узгаја се и стока. 

### Вале Инфериор
Иако термин није толико коришћен као претходна два, Вале Инфериор се односи на град Виједму и све градове на обали. Воће се такође производи, али није примарна делатност. Лук се гаји као и неке житарице. Луцерка и кукуруз се гаје како за исхрану људи, тако и за исхрану стоке, што је најважнија активност. 

## Име
Упркос свом имену Црна, боја реке је више зеленкаста него црна. Ипак, име је дословни превод његовог староседелачког имена Мапучеа Curú Leuvú. Река је била позната и под именом Рио де лос Сауцес („Река врба“) по обилним жалосним врбама дуж њеног доњег тока. 

## Регата
Регата дел Рио Негро (Регата на Црној реци), која се вози на овој реци, најдужа је трка кајака на свету са својих 653 км. Такмичење је подељено у шест етапа и траје 8 дана (са два дана за одмор). 
Категорије су: 
- К1 мушкарци сениори
- К2 мушкарци сениори
- К2 мушкарци јуниори (17 до 20 година)
- К2 жене сениори
- К1 мушкарци макси (старији од 36 година)
- К2 мушкарци макси
- Тура (отворена, непрофесионална рекреативна категорија)